# Ophiothrix oliveri
Ophiothrix oliveri är en ormstjärneart som beskrevs av Benham 1910. Ophiothrix oliveri ingår i släktet Ophiothrix och familjen Ophiothrichidae. Inga underarter finns listade i Catalogue of Life.